# Magic Circle
Le Magic Circle est une expression de langue anglaise qui désigne les cabinets d'avocats considérés comme les cinq plus prestigieux de Londres et d'Europe. Quatre de ces cinq cabinets londoniens font partie des dix cabinets les plus importants du monde en 2013. Ces cabinets sont les suivants :
- Clifford Chance ;
- Linklaters ;
- Freshfields Bruckhaus Deringer ;
- Allen & Overy ;
- Slaughter & May.

## Histoire et évolution
Les cabinets Magic Circle ont leur siège à Londres mais ont des bureaux dans le monde entier.
Ces cabinets sont pionniers dans le domaine du franchisage en droit anglais, en créant des franchises dans les pays non anglophones.
Le Magic Circle a été qualifié de « dispositif journalistique », créé par des journalistes juridiques à la suite de l'éclatement de son prédécesseur, le « club des neuf ». 
Le « club des neuf » était un groupe informel de cabinets juridiques comprenant Allen & Overy, Clifford Chance, Freshfields Bruckhaus Deringer, Herbert Smith, Linklaters, Lovells, Norton Rose, Slaughter and May et Stephenson Harwood. Les membres du « club des neuf » avaient un accord informel de « non-débauchage » et les associés principaux du cabinet se réunissaient. En 1996, Stephenson Harwood a été prié de quitter le « club des neuf » en raison de la stagnation de ses performances. Le « club des neuf » a été dissous en 2000.
Le Magic Circle, contrairement au « club des neuf », n'est pas un groupement informel de cabinets d'avocats. Au départ, les commentateurs ont décrit les membres du Magic Circle comme comprenant les cabinets britanniques ayant de solides pratiques d'entreprise ou travaillant au niveau international. À l'époque, ces cabinets étaient Allen & Overy, Clifford Chance, Freshfields Bruckhaus Deringer, Linklaters, et Slaughter and May. En général, les cabinets du Cercle magique ont des revenus par associé et par avocat parmi les plus élevés des cabinets d'avocats basés au Royaume-Uni.
En 2013, le magazine The Lawyer a fait valoir que Clifford Chance et Slaughter & May ne devraient plus faire partie du Cercle magique. Le magazine a fait valoir que la rentabilité de Clifford Chance ne correspond pas à celle des autres entreprises du Magic Circle et que Slaughter & May applique un modèle axé sur le Royaume-Uni et que son chiffre d'affaires est inférieur à la moitié de celui des autres entreprises du Magic Circle.
À partir de 2017, le magazine The Lawyer ne considère plus que Slaughter and May fait partie du cercle magique en raison de ses faibles revenus et de son orientation nationale au Royaume-Uni. En 2017, le magazine The Lawyer a déclaré que « Slaughters fait partie du Silver Circle à tous égards. Centré sur Londres, un PEP (profit per lawyer) très élevé, un travail de haut niveau, une aura de prestige : Slaughter and May ressemble bien plus à Macfarlanes qu'au quatuor du Cercle magique auquel il est communément assimilé. Le mettre dans la même catégorie qu'Allen & Overy, Clifford Chance, Freshfields Bruckhaus Deringer et Linklaters serait inexact, et dire qu'il est dans une classe à part, c'est franchement montrer trop de déférence à la firme ». D'autres commentateurs considèrent toujours que Slaughter et May sont membres du Cercle Magique.

## Classement des 10 plus grands cabinets d'avocats dans le monde
| Position | Nom                                  | Chiffre d'affaires (2019) (en dollars américains) | Localisation du siège social |
| -------- | ------------------------------------ | ------------------------------------------------- | ---------------------------- |
| 1        | Kirkland & Ellis                     | 4 154 600 000                                     | États-Unis                   |
| 2        | Latham & Watkins                     | 3 767 623 000                                     | États-Unis                   |
| 3        | DLA Piper                            | 3 112 130 000                                     | Royaume-Uni / États-Unis     |
| 4        | Baker McKenzie                       | 2 920 000 000                                     | États-Unis                   |
| 5        | Dentons                              | 2 899 600 000                                     | Multinational                |
| 6        | Skadden, Arps, Slate, Meagher & Flom | 2 632 615 000                                     | États-Unis                   |
| 7        | Sidley Austin                        | 2 337 803 000                                     | États-Unis                   |
| 8        | Clifford Chance                      | 2 302 070 000                                     | Royaume-Uni                  |
| 9        | Morgan, Lewis & Bockius              | 2 265 000 000                                     | États-Unis                   |
| 10       | Hogan Lovells                        | 2 246 050 000                                     | Royaume-Uni / États-Unis     |